# 凯尔纳目镜
凯尔纳目镜（K式目镜）是一种三片组的目镜，其场镜是一块双凸透镜，接目镜则由两块透镜组成，能够消除倍率色差，同时也能有效地降低位置色差、像散和畸变。这种目镜是卡尔·凯尔纳于1850年在冉斯登目镜的基础上改进称的，也叫做“消色差冉斯登目镜”。凯尔纳目镜在中、低倍率上相比惠更斯目镜和冉斯登目镜具有良好的成像质量，属于第二代目镜，价格相对低廉。凯尔纳目镜一个重要的缺点是镜片之间的内反射，随着现代抗反射镀膜的广泛应用，这个缺点逐步得到克服。